# Canal de la Dreta de l'Ebre
El Canal de la Dreta de l'Ebre és una infraestructura hidràulica destinada bàsicament al reg, que porta aigua del riu Ebre des de l'Assut de Xerta als camps d'horta i als extensos arrossars de la part dreta del Delta de l'Ebre. Aquests espais estan situats a diferents termes municipals de les comarques del Baix Ebre i del Montsià. El canal té una capacitat aproximada de 30 metres cúbics per segon, amb una longitud de 55 km, vuit séquies principals, amb 49 km de longitud total i rega una superfície de 12.096 ha, el 85% de les quals es dediquen al cultiu de l'arròs.

## Localització
Aquesta infraestructura està ubicada a marge dret del riu Ebre. El seu punt d'inici és l'assut de Xerta, situada a uns 15 km riu amunt de la ciutat de Tortosa i uns 3 km de la vila de Xerta. Després de recórrer uns 55 km i de travessar la ciutat d'Amposta, finalitza el seu recorregut a la localitat de Sant Jaume d'Enveja. La longitud de la xarxa de reg del canal arriba a ser superior als 300 km.

### Pas per Amposta

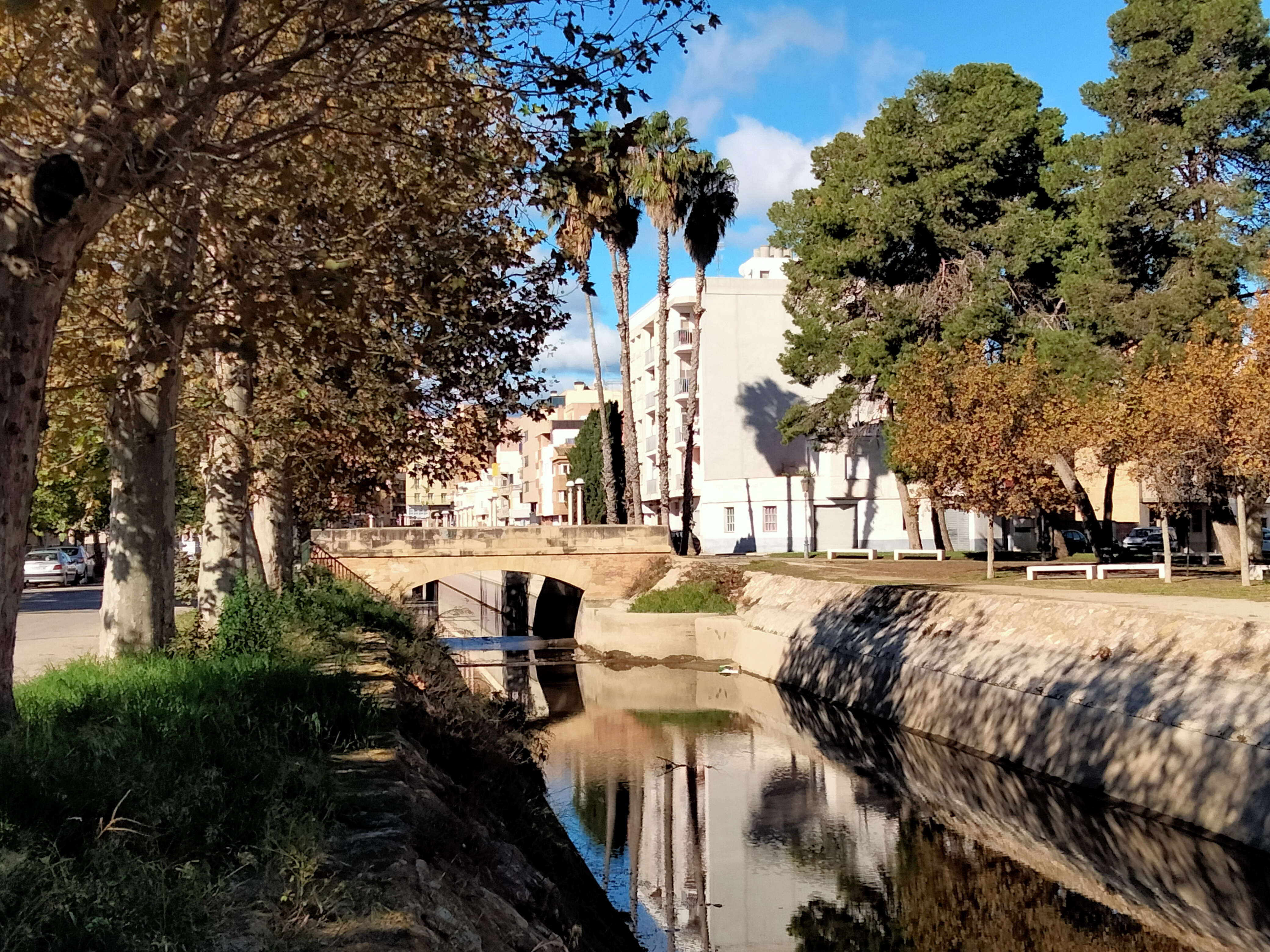
El canal de la Dreta de l'Ebre i el pont de Pedra, a Amposta

Provinent de l'assut de Xerta i fent un recorregut normalment paral·lel a l'Ebre, arriba a Amposta per la zona del passeig de Buenos Aires i inicia una desviació cap a l'interior del nucli urbà a partir de la zona de l'antic castell, on es troben les restes de les fortificacions de la tercera guerra carlina. D'aquí passa entre els carrers de Miralles i d'Ataülf fins a creuar amb el carrer de Sant Josep, es torna a desviar creuant immediatament una altra vegada amb l'avinguda del batlle Palau i el carrer Major. Des d'aquest punt torna a variar la direcció per enfilar el camí paral·lel a la vora del riu, es creua amb l'Av. de la Ràpita i després amb el carrer Mestre Sunyer, dins el passeig del Canal. Arriba al Pont de Pedra, on hi ha unes comportes per a regular el pas de l'aigua que circula des d'aquí i cap al Delta pel mateix canal, a més de portar també aigua cap a l'antic canal de navegació. Circula descobert per Amposta i té unes dimensions d'uns 10 metres d'amplada per 3-4 metres de profunditat.

## Història
L'any 1778, Carles III habilita el port dels Alfacs per al comerç amb Amèrica, amb la voluntat explícita de facilitar una sortida marítima als productes aragonesos, fet complementat amb la fundació de la població de Sant Carles de la Ràpita. Per a enllaçar l'Ebre amb el port, al mateix temps que s'evitava la perillosa barra de la desembocadura, al maig de 1780 es comença a construir el primer canal de navegació Amposta-Sant Carles de la Ràpita. Però ja el 1783 el canal comença a sofrir evidents problemes de manca de calat; construït al mateix nivell que el riu, els sediments que aquest transportava també obstaculitzen el canal, omplint-lo progressivament i impedint el pas d'embarcacions. Així, el primer canal marítim es converteix en l'antecedent d'una situació que tornarem a trobar 80 anys més tard: la reconversió d'un canal de navegació en un canal de reg.
El fracàs de tots aquests projectes i intents per promoure la navegabilitat de l'Ebre no va desesperançar el francès Isidore Pourcet, el qual va obtenir l'any 1849 la concessió provisional (definitiva el 26 de novembre de 1851), de les obres de canalització del riu Ebre des de Saragossa al mar i d'un canal des d'Amposta als Alfacs. D'aquesta forma naixia la Reial Companyia de Canalització de l'Ebre, legalitzada el 1852. La concessió del 1851 establia també els objectius de la companyia: l'execució de les obres per a facilitar la navegació de l'Ebre des de Saragossa fins a Amposta, construir un canal des d'Amposta als Alfacs, i també les obres necessàries per als regs.
Acabades les obres que feien possible la navegació, aquesta es va iniciar ràpidament el 1858, encara que el 1856 el vapor Cinca ja havia creat un precedent. Però aquest desig tants segles perseguit es va fer realitat massa tard: l'establiment simultani d'una xarxa fèrria que enllaçava Saragossa i Barcelona, (1861) oferia un transport molt ràpid i econòmic que, juntament amb la irregularitat dels cabals i el règim fluvial de l'Ebre, van comportar la paralització dels vapors i la ruïna conseqüent de la Companyia. Així es convertia en principal l'objectiu que fins aleshores s'havia considerat molt secundari: l'establiment d'una xarxa de reg per al delta de l'Ebre.
Allargant 30 km l'antic canal d'Alimentació fins a l'Illa de Buda, que estava projectat per a alimentar d'aigua al canal Marítim i tenia una dotació major que si s'hagués concebut per al reg, es va fer realitat el Canal de la Dreta de l'Ebre (1856-1857) i es va construir, a partir d'ell i de l'abandonat Canal Marítim, tota la xarxa secundària de canals i desguassos, possibilitant el sanejament de l'hemidelta dret i la introducció del cultiu de l'arròs.
La construcció d'aquesta complexa xarxa hidràulica es feia paral·lelament a la transformació dels erms del delta en terres cultivables. I al mateix temps, encara es pugnava perquè s'autoritzés el cultiu de l'arròs. Així, a mesura que els canals i els desguassos s'endinsaven per l'interior del delta dret, se sanejaven les terres i es dedicaven ja al cultiu de l'arròs. Una empresa col·lectiva que va abastar diverses generacions i va reclamar la participació de molta població forana que va acudir als pobles de la ribera, augmentant ràpidament el nombre d'habitants.